# 大倉重信
大倉 重信（おおくら しげのぶ）は、日本の政治家。財団法人大石徳四郎奨学財団理事長。
静岡県掛川市助役（初代）、静岡県掛川市市長職務執行者、静岡県小笠郡大東町長（第9代）、静岡県小笠郡大東町助役（第9代）、静岡県小笠郡大東町議会議長（第11代）などを歴任した。

## 来歴

### 生い立ち
静岡県小笠郡にて、大倉重作の長男として誕生する。重作は政治家であり、大浜町の町長として城東村との合併を成し遂げ、大東町の町長に就任した人物である。重作の薫陶を受け、重信も政治を志すようになる。

### 大東町
1982年5月7日、父である大倉重作が現職町長のまま死去した。後任の町長には、大東町議会議員だった神谷庄平が選出された。それにともない欠員が生じ、同年6月に大東町議会議員選挙が行われた。大倉重信はこの選挙に立候補し、初当選を果たした。以来、1985年4月、1989年4月、1993年4月の大東町議会議員選挙でも当選を果たした。1993年4月15日には、第11代の大東町議会議長に就任し、1994年9月20日まで務めた。
大東町の助役を務める杉浦徳雄が、神谷の後任の町長に選出された。それにともない、空席となった助役に大倉が就くことになり、1994年10月1日に4人目・9代目の助役に就任した。以来、一貫して杉浦の町政を支え、2001年12月31日に退任した。その後、杉浦の後任として選出され、2002年6月13日に4人目・9代目の町長に就任した。大東町と旧掛川市、大須賀町との合併を取りまとめ、新掛川市の誕生にこぎつけた。

### 掛川市
2005年4月1日、大東町が旧掛川市、大須賀町と新設合併し、新たな掛川市が設置された。大倉は市長職務執行者に就任し、新市長が選出され就任するまでの間、市役所の指揮を執った。市長選挙では榛村純一と戸塚進也が争い、その結果、戸塚が当選を果たした。戸塚の市長就任にともない、同年4月24日に大倉は市長職務執行者を退任した。
その後、戸塚から助役に就任するよう要請され、掛川市の初代助役に就任した。しかし、2006年に退任した。なお、大倉の後任の助役は置かれずそのままとなり、その後、改正地方自治法により助役制度が廃止されたため、大倉は新掛川市で唯一の助役経験者となった。

### 大石徳四郎奨学財団
その後は、大石徳四郎奨学財団の理事長へ就任し、地元出身の実業家である大石徳四郎の寄金を基に奨学金を運営していた。この財団は、設立以来、大東町出身の大学生48人、高校生188人に奨学金を支給し、有為な若者らの学費を援助してきた。
しかし、バブル景気後の失われた十年以降においては、超低金利政策が採られたこともあり利回りが低迷し、寄金の運用に限界が生じていた。そのため、大倉は理事会を招集し財団の解散を決定し、掛川市立大東図書館に本を寄贈するなどしたうえで解散した。なお、解散に際しては、財団の清算人から、掛川市に対して2200万円を寄付している。また、この財団の活動に対し、掛川市は篤行表彰を授与している。

## 関連人物
- 大倉重作
- 黒田淳之助
- 榛村純一
- 戸塚進也

| 公職          | 公職                                   | 公職          |
| ------------- | -------------------------------------- | ------------- |
| 先代 （新設） | 掛川市助役 初代：2005年 - 2006年       | 次代 （廃止） |
| 先代 杉浦徳雄 | 大東町長 第9代：2002年 - 2005年        | 次代 （廃止） |
| 先代 杉浦徳雄 | 大東町助役 第9代：1994年 - 2001年      | 次代 川口㓛   |
| 議会          |                                        |               |
| 先代 久保田種 | 大東町議会議長 第11代：1993年 - 1994年 | 次代 二村友次 |